# Fayetteville Force
Die Fayetteville Force waren eine US-amerikanische Eishockeymannschaft aus Fayetteville, North Carolina. Das Team spielte von 1997 bis 2001 in der Central Hockey League.   

## Geschichte
Die Fayetteville Force wurden 1997 als Franchise der Central Hockey League gegründet. Nachdem sie in ihren ersten beiden Spielzeiten jeweils den fünften und somit letzten Platz ihrer Division belegten, qualifizierte sich die Mannschaft in der Saison 1999/2000 als Sieger der Eastern Division erstmals für die Playoffs um den Miron Cup, in denen sie in der ersten Runde mit 1:3 Siegen an den Macon Whoopee scheiterten. In der folgenden Spielzeit verloren sie ebenfalls in der ersten Playoff-Runde mit 2:3 Siegen gegen die Columbus Cottonmouths. Im Anschluss an die Saison 2000/01 zogen die Verantwortlichen das Franchise aus dem Spielbetrieb der CHL zurück und lösten es auf.                   

## Saisonstatistik
Abkürzungen: GP = Spiele, W = Siege, L = Niederlagen, T = Unentschieden, OTL = Niederlagen nach Overtime SOL = Niederlagen nach Shootout, Pts = Punkte, GF = Erzielte Tore, GA = Gegentore, PIM = Strafminuten
| Saison  | GP | W  | L  | T | OTL | SOL | Pts | GF  | GA  | Platz       | Playoffs                       |
| 1997/98 | 70 | 25 | 42 | 3 | —   | —   | 53  | 247 | 348 | 5., Eastern | nicht qualifiziert             |
| 1998/99 | 70 | 35 | 27 | — | 8   | —   | 78  | 267 | 285 | 5., Eastern | nicht qualifiziert             |
| 1999/00 | 70 | 45 | 22 | — | 3   | —   | 93  | 255 | 202 | 1., Eastern | Niederlage in der ersten Runde |
| 2000/01 | 70 | 31 | 30 | — | 9   | —   | 71  | 216 | 243 | 3., Eastern | Niederlage in der ersten Runde |

## Team-Rekorde

### Karriererekorde
Spiele: 205  Roddy MacCormick
Tore: 72  Justin Tomberlin
Assists: 131  Aleksandrs Čunčukovs
Punkte: 199  Aleksandrs Čunčukovs
Strafminuten: 575  Darren McLean